# پنینگتون (تگزاس)
پنینگتون (به انگلیسی: Pennington) یک منطقهٔ مسکونی در ایالات متحده آمریکا است که در تگزاس واقع شده‌است. پنینگتون ۶۷ نفر جمعیت دارد و ۱۰۴٫۸۵ متر بالاتر از سطح دریا واقع شده‌است.